# Drap
Drap är en kommun i departementet Alpes-Maritimes i regionen Provence-Alpes-Côte d'Azur i sydöstra Frankrike. Kommunen ligger  i kantonen Contes som ligger i arrondissementet Nice. År 2022 hade Drap 5 300 invånare.

## Befolkningsutveckling
Antalet invånare i kommunen Drap
Referens: INSEE